# بايرام سادرياي
بايرام سادرياي (بالألمانية: Bajram Sadrijaj)‏ (مواليد 10 أغسطس 1986 في آوغسبورغ - ألمانيا الغربية) لاعب كرة قدم ألماني ذو أصول ألبانية يلعب حاليا لصالح نادي الدرجة الأولى بروسيا دورتموند الألماني منذ 2008 في مركز المهاجم .

## روابط خارجية
- بايرام سادرياي على موقع بيانات كرة القدم. دي إي (الألمانية)
- بايرام سادرياي على موقع عالم كرة القدم.نت (الإنجليزية)
- بايرام سادرياي على موقع كووورة